# دائرة الجمارك (أرمينيا)
دائرة الجمارك الأرمنية (بالأرمنية: Հայաստանի մաքսային ծառայություն)‏ هي إدارة فرعية تابعة للجنة إيرادات الدولة المسؤولة عن الخدمات الجمركية نيابة عن الحكومة الأرمينية، ومقرها في يريفان.

## التعاون الدولي

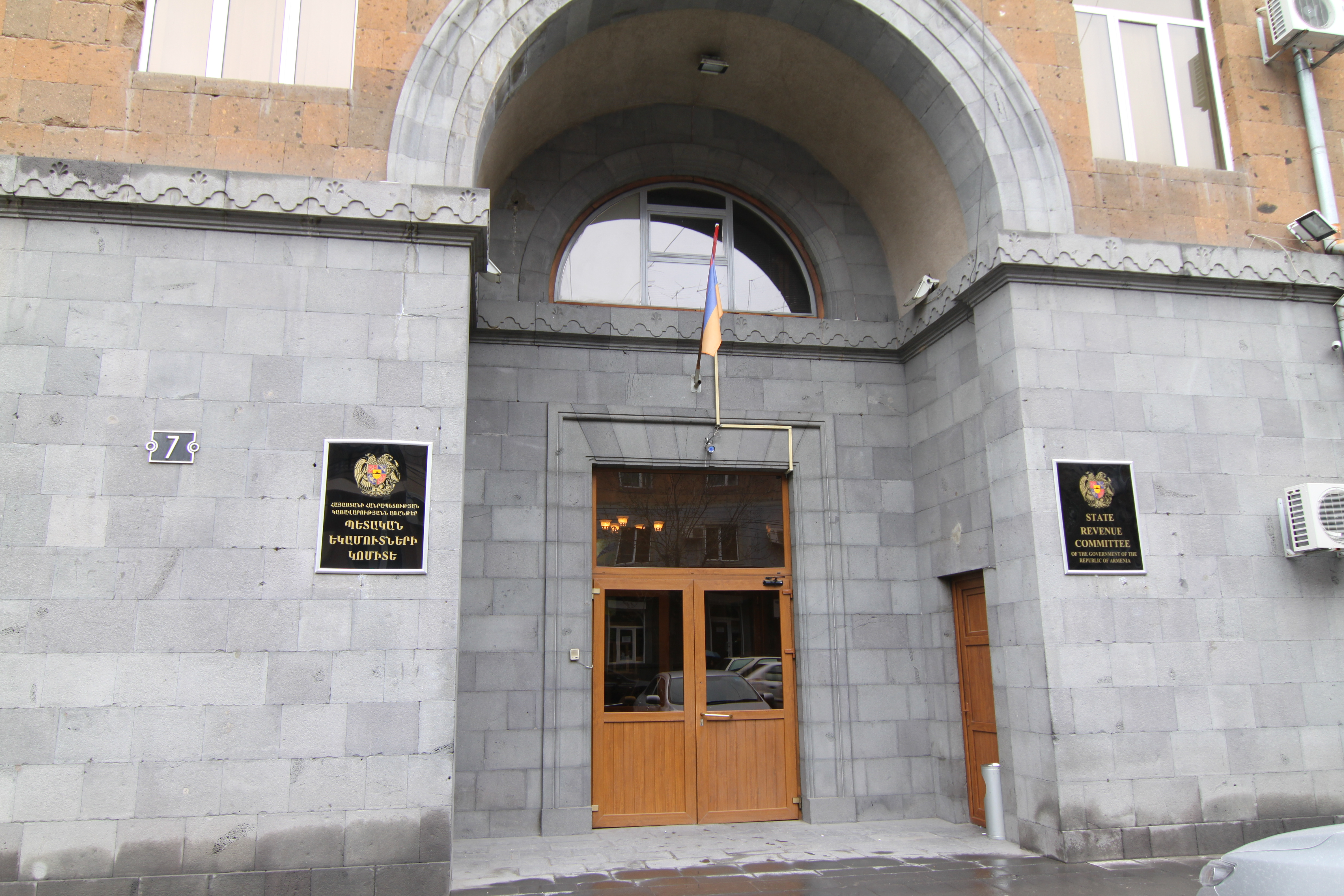
مقر لجنة إيرادات الدولة (التي تضم دائرة الجمارك الأرمينية ودائرة الضرائب الأرمنية).

### الاتفاقيات الثنائية
تحتفظ دائرة الجمارك الأرمينية باتفاقيات جمركية ثنائية مع البلدان التالية: النمسا، الأرجنتين، بيلاروسيا، بلغاريا، الصين، مصر، جورجيا، اليونان، إيران، إيطاليا، لاتفيا، لبنان، مولدوفا، كازاخستان، قيرغيزستان، طاجيكستان، تركمانستان، أوكرانيا، و دولة الإمارات العربية المتحدة. وفي عام 2013، عقدت الوزارة فعاليات تدريبيَّة مع مندوبي هيئة الجمارك وحماية الحدود الأمريكيَّة، وذلك بهدف تحديث الخدمات الجمركيَّة وتحسين جودة التفتيش. وعقد حدث مماثل في عام 2014. وفي عام 2017، أجرى ممثلون عن الوزارة محادثات تعاون مع دائرة الجمارك الفيدرالية الروسيَّة. وفي عام 2021، أطلقت دائرة الجمارك الأرمينية شراكة توأمة بالاشتراك مع الجمارك الفنلنديَّة ودوائر الجمارك الليتوانيَّة.

#### الاتفاقيات المتعددة الأطراف
وقَّعت أرمينيا على العديد من المعاهدات التنظيمية الجمركية والتجارية، بما في ذلك:
- الاتفاقيَّة الدُّوليَّة لصفقات النقل البري
- اتفاقية المؤثرات العقلية
- الاتفاق العام بشأن التعريفات الجمركية والتجارة
- اتفاقية مونتريال
- اتفاقية اسطنبول بشأن القبول المؤقت
- اتفاقية النقل البري الدولي

## روابط خارجية
- الموقع الرسمي لدائرة الجمارك الأرمنية